# Adeodatus I.

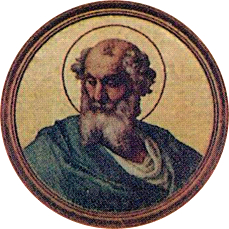
Adeodatus I., Darstellung in der Basilika Sankt Paul vor den Mauern

Adeodatus I. (auch bekannt als Deusdedit I.; † 8. November 618 in Rom) war vom 19. Oktober 615 bis zu seinem Tod Papst.

## Leben
Er wurde in Rom als Sohn des Subdiakons Stephanus geboren. Das Datum seiner Geburt ist nicht bekannt. Es wird berichtet, dass Adeodatus Benediktinermönch gewesen sei, was aber nicht bestätigt ist. Vor der Wahl zum Papst war er etwa 40 Jahre lang Presbyter in Rom. Er wurde 618 im Petersdom bestattet.

## Legende
Kurz nach seiner Wahl, im Jahre 615, wurde Rom von einer Lepra-Epidemie ergriffen. Adeodatus sorgte sich um die Erkrankten. Im  Martyrologium Romanum wird berichtet, dass er einen Aussätzigen mittels eines Kusses geheilt haben soll.

## Pontifikat
Er war der Erste, der ein päpstliches Siegel (bulla) auf offiziellen Dokumenten benutzte. Es bestand aus Blei und zeigte Christus als den guten Hirten, das Alpha und das Omega sowie die Aufschrift „Deus dedit Pape“. Aus dieser Zeit stammt auch der Begriff Päpstliche Bulle.
Im Gegensatz zu seinen Vorgängern vergab er die Kirchenämter nicht nur an Adlige und reiche Bürger, sondern förderte den einfachen Klerus und unterstützte die Geistlichen gegen politische Übergriffe. Strittig ist seine Anordnung „Hic constituit secundam missam in Clero“, mit der er den Brauch aufgehoben haben soll, nach welchem in ein und demselben Gotteshaus nur ein heiliges Messopfer pro Tag gefeiert werden dürfe.

## Verehrung
Er wird in der römisch-katholischen Kirche als Heiliger verehrt. Der katholische Gedenktag ist sein Todestag, der 8. November. Er wird im Papstgewand mit der Tiara und einem mit drei Querbalken versehenen Kreuzstab als Attributen dargestellt.